# Nyakas Gábor
Nyakas Gábor (Székesfehérvár, 1976. október 23. –) kutyaviselkedés-szakértő, kutyatréner, kutyakiképző.

## Élete
Egy gyermekkori élmény hatására határozta el, hogy a kutyák viselkedésével, nevelésével és tanításával akar foglalkozni. 1996-ban alapította meg az Alba Dog Center nevű kutyaiskoláját, mely a mai napig segíti a gazdikat kutyáik megértésében. Az iskola egyik fő profilja különösen problémás vagy agresszív kutyák nevelése is. Ugyanebben az évben, 1996-ban, még 20. születésnapja előtt letette az FCI Nemzetközi Teljesítmény bírói vizsgáját, és azóta is bírálja a munkakutyákat szerte a világban.

## Munkamódszere
Mottója: „Nem azért érek el eredményeket, mert én vagyok a legjobb, hanem mert meg tudom mutatni neked, hogyan legyél te a legjobb.” A saját maga által kidolgozott New Generation Training névre keresztelt módszer híve, mely vallja, hogy a kutyanevelésben nem létezik egyetlen univerzális módszertan. Véleménye szerint minél több szakember munkásságát és módszereit ismerjük meg, annál hatékonyabbak tudunk lenni kutyáink nevelésében, vagyis a kulcs a folyamatos tanulás. Pályája során tanulmányozta Bart Bellon, Helmut Raiser, Victoria Stilwell és Cesar Millan munkáját is. Cesar Millan magyarországi előadásain több alkalommal volt a tréner segítője. Nézeteire a legnagyobb hatást dr. Csányi Vilmos munkássága gyakorolta.

## Magánélet
Házas, feleségével Székesfehérváron élnek.